# Belgijska Liga Koszykówki
Belgijska Liga Koszykówki – najwyższa klasa rozgrywek koszykarskich w Belgii, ze względów sponsorskich nazywana także Scooore League, a wcześniej Ethias League.

## Zespoły
| Kluby                         | Miasto     | Hala                          | Poj. hali |
| ----------------------------- | ---------- | ----------------------------- | --------- |
| Basic-Fit Bruksela            | Bruksela   | Piscine de Neder-Over-Hembeek | 1200      |
| Limburg United                | Hasselt    | Alverberg-sporthal            | 1730      |
| Belfius Mons-Hainaut          | Mons       | Mons Arena                    | 4000      |
| Belgacom Spirou               | Charleroi  | Spiroudome                    | 6200      |
| Kangoeroes Basket Willebroek  | Willebroek | Sporthal de Schalk            | 1000      |
| Liège Basket                  | Liège      | Country Hall Ethias           | 5000      |
| Okapi Aalstar                 | Aalst      | Okapi Forum                   | 2800      |
| Port of Antwerp Giants        | Antwerpia  | Lotto Arena                   | 5218      |
| Stella Artois Leuven Bears    | Leuven     | Sportoase                     | 3400      |
| Telenet BC Ostenda            | Ostenda    | Sleuyter Arena                | 5000      |
| VOO Wolves Verviers-Pepinster | Verviers   | Halle du Paire                | 4000      |

## Finaliści ligi
Adnotacja: Nazwy sponsorów nie zostały uwzględnione, dane od sezonu 2004–05.
| Sezon   | Mistrz           | Wynik | Wicemistrz       |
| ------- | ---------------- | ----- | ---------------- |
| 2004–05 | Bree             | 3–1   | Spirou Charleroi |
| 2005–06 | Ostenda          | 3–1   | Mons-Hainaut     |
| 2006–07 | Ostenda          | 3–2   | Bree             |
| 2007–08 | Spirou Charleroi | 3–0   | Bree             |
| 2008–09 | Spirou Charleroi | 3–0   | Mons-Hainaut     |
| 2009–10 | Spirou Charleroi | 3–1   | Liège Basket     |
| 2010–11 | Spirou Charleroi | 3–0   | Okapi Aalstar    |
| 2011–12 | Ostenda          | 3–2   | Spirou Charleroi |
| 2012–13 | Ostenda          | 3–0   | Mons-Hainaut     |
| 2013–14 | Ostenda          | 3–2   | Okapi Aalstar    |
| 2014–15 | Ostenda          | 3–1   | Mons-Hainaut     |
| 2015–16 | Ostenda          | 3–1   | Okapi Aalstar    |
| 2016–17 | Ostenda          | 3–1   | Bruksela         |
| 2017–18 | Ostenda          | 3–0   | Antwerpia Giants |
| 2018–19 | Ostenda          | 3–1   | Antwerpia Giants |

## Tytuły według klubu
Adnotacja: Uwzględnia dane od sezonu 2004–05.
| Zespół           | Razem | Mistrzostwa | Wicemistrzostwa |
| ---------------- | ----- | ----------- | --------------- |
| Ostenda          | 10    | 10          | 0               |
| Spirou Charleroi | 5     | 4           | 2               |
| Mons-Hainaut     | 4     | 0           | 4               |
| Bree             | 3     | 1           | 2               |
| Okapi Aalstar    | 3     | 0           | 3               |
| Liège Basket     | 1     | 0           | 1               |

## Mistrzowie Belgii
- 1928 Bruksela A.C.
- 1929 Daring B.C.
- 1930 Bruksela A.C.
- 1931 Bruksela A.C.
- 1932 Daring B.C.
- 1933 Bruksela A.C.
- 1934 Daring B.C.
- 1935 Amicale Sportive
- 1936 Amicale Sportive
- 1937 Fresh Air
- 1938 Fresh Air
- 1939 Royal IV B.C.
- 1940-41 nie rozegrano
- 1942 Royal IV B.C.
- 1943-45 nie rozegrano
- 1946 Semailles B.C.
- 1947 Semailles B.C.
- 1948 Semailles B.C.
- 1949 Semailles B.C.
- 1950 Semailles B.C.
- 1951 Semailles B.C.
- 1952 Royal IV B.C.
- 1953 Royal IV B.C.
- 1954 Royal IV B.C.
- 1955 Hellas Gent
- 1956 Antwerpia B.C.
- 1957 Royal IV B.C.
- 1958 Royal IV B.C.
- 1959 Antwerpia B.C.
- 1960 Antwerpia B.C.
- 1961 Antwerpia B.C.
- 1962 Antwerpia B.C.
- 1963 Antwerpia B.C.
- 1964 Antwerpia B.C.
- 1965 Racing Mechelen
- 1966 Racing Mechelen
- 1967 Racing Mechelen
- 1968 Standard Liège
- 1969 Racing Mechelen
- 1970 Standard Liège
- 1971 Bus Fruit Lier
- 1972 Bus Fruit Lier
- 1973 R. Ford Antwerpia
- 1974 Racing Mechelen
- 1975 Racing Mechelen
- 1976 Racing Mechelen
- 1977 Standard Liège
- 1978 Fresh Air
- 1979 Fresh Air
- 1980 Racing Mechelen
- 1981 Ostenda
- 1982 Ostenda
- 1983 Ostenda
- 1984 Ostenda
- 1985 Ostenda
- 1986 Ostenda
- 1987 Racing Mechelen
- 1988 Ostenda
- 1989 Racing Mechelen
- 1990 Racing Mechelen
- 1991 Racing Mechelen
- 1992 Racing Mechelen
- 1993 Racing Mechelen
- 1994 Racing Mechelen
- 1995 Ostenda
- 1996 Spirou Charleroi
- 1997 Spirou Charleroi
- 1998 Spirou Charleroi
- 1999 Spirou Charleroi
- 2000 Racing Antwerpia
- 2001 Ostenda
- 2002 Ostenda
- 2003 Spirou Charleroi
- 2004 Spirou Charleroi
- 2005 Bree
- 2006 Ostenda
- 2007 Ostenda
- 2008 Spirou Charleroi
- 2009 Spirou Charleroi
- 2010 Spirou Charleroi
- 2011 Spirou Charleroi
- 2012 Ostenda
- 2013 Ostenda
- 2014 Ostenda
- 2015 Ostenda
- 2016 Ostenda
- 2017 Ostenda
- 2018 Ostenda
- 2019 Ostenda

## Występy według klubu
| + | Oznacza, że zespół został rozwiązany. |

| Tytuły | Zespół                 | Sezony                                                                |
| ------ | ---------------------- | --------------------------------------------------------------------- |
| 20     | Ostenda                | 1981–1986, 1988, 1995, 2001, 2002, 2006, 2007, 2012–2019              |
| 15     | R.C. Mechelen+         | 1965, 1966, 1967, 1969, 1974, 1975, 1976, 1980, 1987, 1989, 1990–1994 |
| 10     | Spirou Charleroi       | 1996–1999, 2003, 2004, 2008–2011                                      |
| 8      | Racing Ford Antwerpia+ | 1956, 1959–1964, 1973                                                 |
| 7      | Royal IV+              | 1939, 1942, 1952–1954, 1957, 1958                                     |
| 6      | Semailles+             | 1946–1951                                                             |
| 4      | Fresh Air+             | 1937, 1938, 1978, 1979                                                |
| 4      | Brussels A.C.+         | 1928, 1930, 1931, 1933                                                |
| 3      | Daring B.C.+           | 1929, 1932, 1934                                                      |
| 3      | Standard Liège+        | 1968, 1970, 1977                                                      |
| 2      | Bus Fruit Lier+        | 1971, 1972                                                            |
| 2      | Amicale Sportive+      | 1935, 1936                                                            |
| 1      | Bree B.B.C.+           | 2005                                                                  |
| 1      | Port Antwerpia Giants  | 2000                                                                  |
| 1      | Hellas Gent+           | 1955                                                                  |

## Nagrody

### MVP

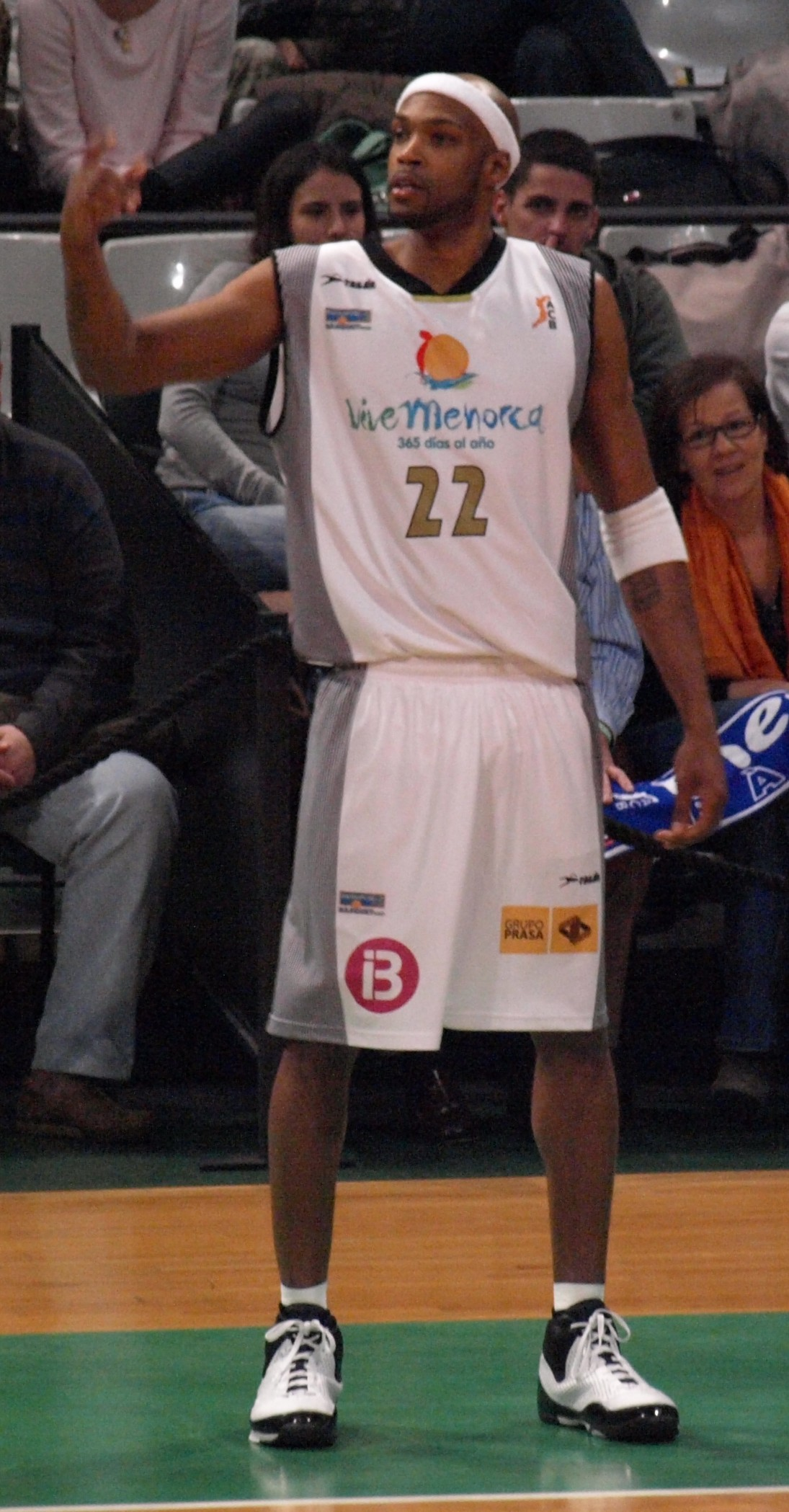
Marcus Faison – dwukrotny zdobywca MVP (2003, 2005)

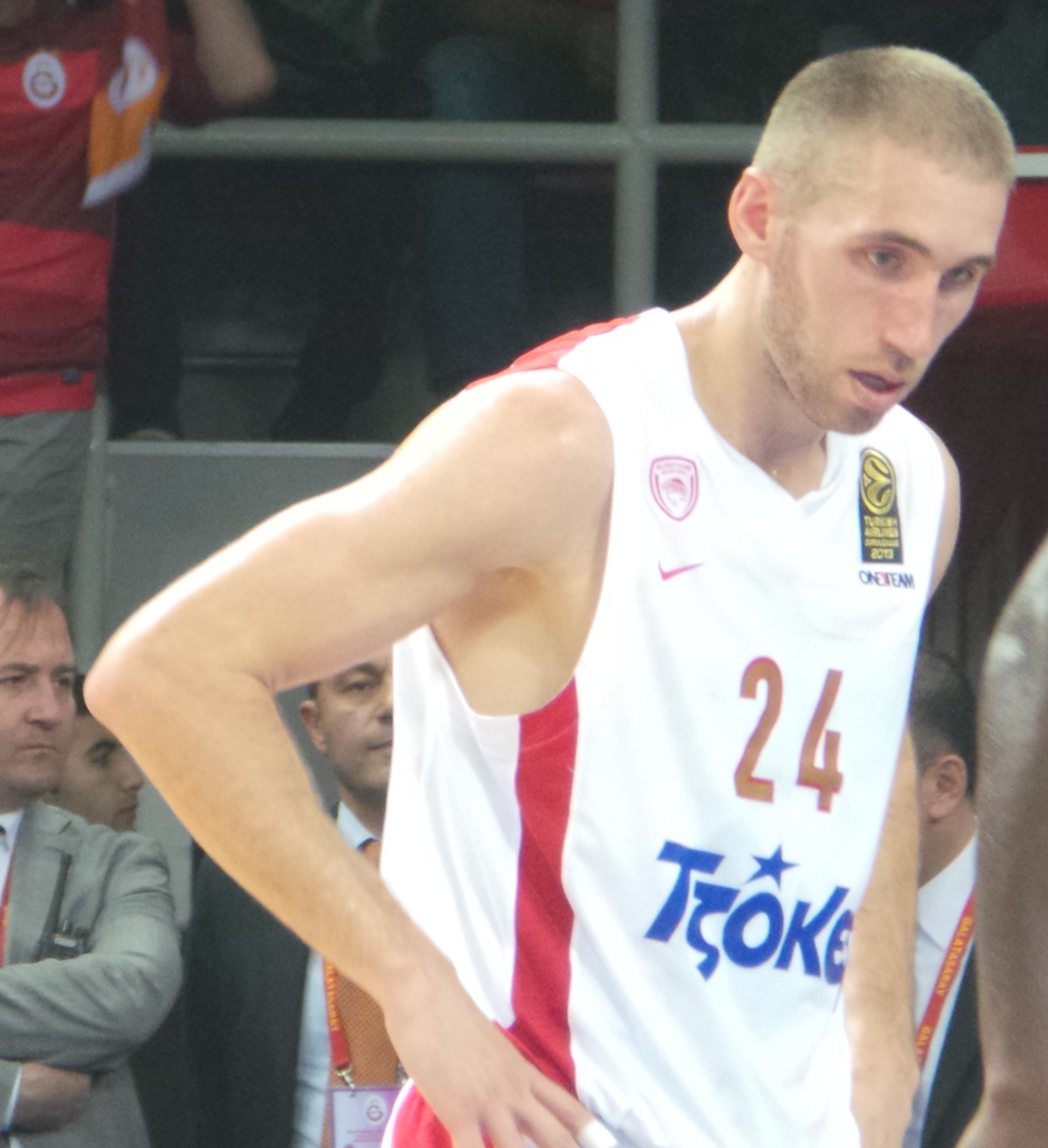
Matt Lojeski – MVP z 2009 oraz 2013 roku

| Sezon   | Zawodnik                | Pozycja | Nar.              | Zespół                 | Przyp. |
| ------- | ----------------------- | ------- | ----------------- | ---------------------- | ------ |
| 2000–01 | Virginijus Praškevičius | PF      | Litwa             | Telindus Ostenda       |        |
| 2001–02 | Ralph Biggs             | PF      | Stany Zjednoczone | Telindus Ostenda       |        |
| 2002–03 | Marcus Faison           | SG      | Stany Zjednoczone | Spirou Charleroi       | [ 1 ]  |
| 2003–04 | Andre Riddick           | C       | Stany Zjednoczone | Spirou Charleroi       |        |
| 2004–05 | Marcus Faison (2)       | SG      | Stany Zjednoczone | Spirou Charleroi       |        |
| 2005–06 | George Evans            | PF      | Stany Zjednoczone | Dexia Mons-Hainaut     | [ 2 ]  |
| 2006–07 | Len Matela              | C       | Stany Zjednoczone | Sanex Antwerpia Giants | [ 3 ]  |
| 2007–08 | D’or Fischer            | C       | Stany Zjednoczone | Euphony Bree           |        |
| 2008–09 | Matt Lojeski            | F       | Stany Zjednoczone | Okapi Aalstar          | [ 4 ]  |
| 2009–10 | Will Thomas             | PF      | Stany Zjednoczone | Liège Basket           | [ 5 ]  |
| 2010–11 | Demond Mallet           | PG      | Stany Zjednoczone | Spirou Charleroi       | [ 6 ]  |
| 2011–12 | Chris Copeland          | F       | Stany Zjednoczone | Okapi Aalstar          | [ 7 ]  |
| 2012–13 | Matt Lojeski (2)        | F       | [ b ]             | Telenet BC Ostenda     | [ 9 ]  |
| 2013–14 | Dušan Đorđević          | G       | Serbia            | Telenet Ostenda        | [ 10 ] |
| 2014–15 | Dušan Đorđević (2)      | G       | Serbia            | Telenet Ostenda        |        |
| 2015–16 | John Tofi               | C       | Stany Zjednoczone | Okapi Aalstar          | [ 11 ] |
| 2016–17 | Jason Clark             | G       | Stany Zjednoczone | Antwerpia Giants       | [ 12 ] |

### Trener Roku
| Sezon   | Zawodnik             | Nar.              | Zespół                 | Przyp. |
| ------- | -------------------- | ----------------- | ---------------------- | ------ |
| 2008–09 | Eddy Casteels        | Belgia            | Port Antwerpia Giants  | [ 13 ] |
| 2009–10 | Jurgen Van Meerbeeck | Belgia            | RBC Verviers-Pepinster | [ 14 ] |
| 2010–11 | Bradley Dean         | Stany Zjednoczone | Generali Okapi Aalstar | [ 15 ] |
| 2011–12 | Bradley Dean         | Stany Zjednoczone | Generali Okapi Aalstar | [ 16 ] |
| 2012–13 | Dario Gjergja        | Chorwacja         | Telenet BC Ostenda     | [ 17 ] |
| 2013–14 | Fulvio Bastianini    | Belgia            | Liège Basket           | [ 18 ] |
| 2014–15 | Brian Lynch          | Stany Zjednoczone | Limburg United         | [ 19 ] |

### Belgijski Zawodnik Roku
| Sezon   | Zawodnik              | Pozycja | Zespół                   | Przyp. |
| ------- | --------------------- | ------- | ------------------------ | ------ |
| 1999–00 | Yves Dupont           | C       | Racing Basket Antwerpia  | [ 20 ] |
| 2000–01 | Tomas Van Den Spiegel | C       | Telindus Ostenda         | [ 20 ] |
| 2001–02 | Christophe Beghin     | C       | Telindus Ostenda         | [ 20 ] |
| 2002–03 | Roel Moors            | PG      | Spirou Charleroi         | [ 20 ] |
| 2003–04 | Roel Moors (2)        | PG      | Spirou Charleroi         | [ 20 ] |
| 2004–05 | Yves Dupont (2)       | C       | Euphony Bree             | [ 20 ] |
| 2005–06 | Jean-Marc Jaumin (3)  | PG      | Telindus Ostenda         | [ 20 ] |
| 2006–07 | Sam Van Rossom        | PG      | Telindus Ostenda         | [ 21 ] |
| 2007–08 | Sam Van Rossom (2)    | PG      | Base BC Ostenda          | [ 22 ] |
| 2008–09 | Christophe Beghin (2) | C       | Antwerpia Diamond Giants | [ 23 ] |
| 2009–10 | Christophe Beghin (3) | C       | Antwerpia Diamond Giants | [ 24 ] |
| 2010–11 | Roel Moors (3)        | PG      | Antwerpia Diamond Giants | [ 25 ] |
| 2011–12 | Jorn Steinbach        | PG      | Generali Okapi Aalstar   | [ 26 ] |
| 2012–13 | Roel Moors (4)        | PG      | Port Antwerpia Giants    | [ 27 ] |
| 2013–14 | Maxime De Zeeuw       | PF      | Port Antwerpia Giants    | [ 28 ] |
| 2014–15 | Pierre-Antoine Gillet | PF      | Telenet Ostenda          | [ 29 ] |
| 2015–16 | Quentin Serron        | PG      | Telenet Ostenda          | [ 30 ] |

### Gwiazda Trenerów
Najlepszy zawodnik ligi według trenerów.
| Sezon   | Zawodnik             | Pozycja | Nar.              | Zespół                   | Przyp. |
| ------- | -------------------- | ------- | ----------------- | ------------------------ | ------ |
| 2008–09 | Trevor Huffman       | PG      | Stany Zjednoczone | Okapi Aalstar            | [ 13 ] |
| 2008–09 | Timothy Black        | PG      | Stany Zjednoczone | Antwerpia Diamond Giants | [ 13 ] |
| 2009–10 | Will Thomas          | PF      | [ 31 ]            | Belgacom Liège Basket    | [ 32 ] |
| 2010–11 | Christopher Young    | C       | [ 33 ]            | Okapi Aalstar            | [ 34 ] |
| 2011–12 | Christopher Copeland | F       | Stany Zjednoczone | Okapi Aalstar            | [ 35 ] |
| 2012–13 | Derek Raivio         | SG      | Stany Zjednoczone | Okapi Aalstar            | [ 36 ] |
| 2013–14 | Talor Battle         | PG      | Stany Zjednoczone | Belfius Mons-Hainaut     | [ 37 ] |
| 2014–15 | Dušan Đorđević       | PG      | Serbia            | Telenet Ostenda          | [ 29 ] |

### Najbardziej Obiecujący Młody Zawodnik Sezonu
| Sezon   | Zawodnik              | Pozycja | Nar.   | Zespół           | Przyp. |
| ------- | --------------------- | ------- | ------ | ---------------- | ------ |
| 2008–09 | Maxime De Zeeuw       | PF      | Belgia | Antwerpia Giants | [ 13 ] |
| 2009–10 | Jorn Steinbach        | PG      | Belgia | Okapi Aalstar    | [ 38 ] |
| 2010–11 | Quentin Serron        | G       | Belgia | Telenet Ostenda  | [ 39 ] |
| 2011–12 | Jean-Marc Mwema       | F       | /      | Antwerpia Giants | [ 40 ] |
| 2012–13 | Jean Salumu           | F       | Belgia | Telenet Ostenda  | [ 41 ] |
| 2013–14 | Pierre-Antoine Gillet | PF      | Belgia | Telenet Ostenda  | [ 42 ] |
| 2014–15 | Vincent Kesteloot     | F       | Belgia | Okapi Aalstar    | [ 29 ] |
| 2015–16 | Hans Vanwijn          | F       | Belgia | Limburg United   | [ 11 ] |
| 2016–17 | Ismaël Bako           | C       | Belgia | Leuven Bears     | [ 43 ] |